# Бубнов Володимир Микитович
Володимир Микитович Бубнов (1867 — після 1917) — громадський діяч і політик Російської імперії, член III Державної думи від Київської губернії.

## Життєпис
Особистий дворянин. Землевласник Київської губернії (600 десятин).
Закінчив 2-у Київську гімназію і юридичний факультет Київського університету (1899). Після закінчення університету був кандидатом на судові посади.
Брав участь в російсько-японській війні: служив прапорщиком артилерії в Маньчжурії, був нагороджений орденами Святої Анни і Святого Володимира 4-го ступеня з мечами.
Займався сільським господарством. Був почесним мировим суддею Бердичівського повіту, членом Бердичівської повітової земської управи, а також членом повітового комітету піклування з народної тверезості. Дослужився до надвірного радника.
1907 року обраний членом Державної думи від Київської губернії. Входив до фракції помірно-правих, з 3-ї сесії — в російській національній фракції. Був членом комісій: у справах переселенців, з судових реформ, з торгівлі і промисловості.
Жив у Києві, був неодружений. Доля після Жовтневого перевороту невідома.